# Suyai tv
Suyai TV es una plataforma artística digital chilena que opera como canal de televisión digital, disponible vía web, streaming y televisión por cable. Inició sus transmisiones el 21 de octubre de 2022, con una programación orientada a contenidos culturales, artes visuales, artes mediales y arte sonoro. El 11 de marzo de 2024 incorporó la Galería Suyai TV, una galería de arte virtual,
y el 24 de abril del mismo año integró a su programación la Radio Suyai TV, una emisora en línea.  Suyai TV transmite desde sus estudios ubicados en la comuna de La Granja, en la Región Metropolitana de Santiago. Su señal se encuentra disponible por TVD en la Comuna de la Granja y en más de un centenar de operadoras de televisión por cable en Chile y en diversos países de Iberoamérica.

## Statement
Suyai TV es una iniciativa artística que surge desde el cruce entre las artes visuales, las telecomunicaciones y la creación colectiva. Concebida como un espacio transdisciplinario, ha logrado consolidarse como un archivo vivo y en expansión de prácticas culturales contemporáneas en América Latina. En ese contexto, se presenta el siguiente statement que guía y define el enfoque de la plataforma:
Suyai TV es una plataforma digital multimedia dedicada a la investigación y recopilación de archivos artísticos de América Latina, que ha logrado establecerse como un referente en la promoción del arte, la cultura y la comunidad del arte. Fundado por el artista Esteban Córdova, este proyecto televisivo y multimedia sin fines de lucro ha crecido y evolucionado a lo largo de los meses, convirtiéndose en una plataforma influyente para la difusión de contenidos relacionados con las artes y la cultura tanto en Chile como en la América Latina.  

## Historia
El artista visual Esteban Córdova creó la obra de artes mediales (Arte con telecomunicaciones) nombrada Suyai TV siendo lanzada el 21 de octubre de 2022, como un canal de televisión cultural, sin fines de lucro. El canal comenzó emitiendo series, películas y documentales de arte Chileno e internacional.
 Desde fines 2023 posee un convenio con la cadena internacional RT para difusión de contenidos culturales.
Durante el año 2024 se suma al proyecto artístico Radio Suyai TV que transmite de forma online las 24 horas del día dedicada al arte sonoro y programas sobre artes visuales. Inaugurada en el mes de marzo la Galería Suyai TV invita a las y los artistas a exponer arte digital en su plataforma disponible al público, exponiendo importantes artistas chilenos y extranjeros tales como Arturo Cariceo, Arturo Duclos, Jorge Gaete, Roberto Farriol, Michelle Piaggio, Constanza Vergara, Isa Motta, entre otros.

## Programación
En 2022 se emiten programas tales como 'La Matriz Cultural' conducido por Christian Carrillo, en conjunto con La Matriz Radio, de Valparaíso, Encuentros Ophelia, de la Revista Ophelia publicación argentina-chilena que difunde arte contemporáneo.
Durante el año 2023, se incorporan programas de critica de arte, muestra de obras de artes visuales y de entrevistas tales como; Arte, resistencia & periferia, conducido por el artista visual André Vildosola, Mirada del Arte, conducido por el pintor chileno Carlos Lizama, El largo tour del artista Esteban Córdova, Bla Bla conducido por el pintor José Miguel Martí y el escultor Nicolás Briceño, El programa de teoría del arte conducida Fernando Castro Flórez otro programa es la selección de arte de Performance realizada por la plataforma artística Cubo Soma. Obras seleccionadas de la Bienal de Arte SACO, la Bienal Nomade y APECH

## Eslóganes
- Del mundo del arte, haciendo y difundiendo Arte (2022-2023)
- Abriendo puertas a la creatividad, el arte y la cultura. (2024)
- Una obra de arte en sí misma que exhibe y promueve el arte. (2025)